# Lacunaria oppositifolia
Lacunaria oppositifolia là một loài thực vật có hoa trong họ Ochnaceae. Loài này được Pires mô tả khoa học đầu tiên năm 1954.